# Fukuyama (Hiroshima)
Fukuyama (福山市 -shi) é uma cidade japonesa localizada na província de Hiroshima.
Em 1 de Fevereiro de 2005 a cidade tinha uma população estimada em 426 795 habitantes e uma densidade populacional de 925 h/km². Tem uma área total de 461,23 km².
Recebeu o estatuto de cidade a 1 de Julho de 1916.

## Cidades-irmãs
- Kazanluk, Bulgária
- Hamilton, Canadá
- Okazaki, Japão
- Tacloban, Filipinas
- Maui, Hawaii, Estados Unidos
- Pohang, Coreia do Sul